# Porto dos Gaúchos
Porto dos Gaúchos es un municipio brasilero del estado de Mato Grosso. Se localiza a una latitud 11º32'07" sur y a una longitud 57º24'52" oeste, estando a una altitud de 259 metros. Su población estimada en 2004 era de 6.285 habitantes.

## Toponomio
La denominación Porto dos Gaúchos se creó puesto que los formadores del núcleo que originó el actual municipio provenían del Estado de Rio Grande do Sul - los gaúchos. Y, obviamente, por el puerto de llegada al núcleo, en el Río Arinos, que era el único medio de acceso. Solo más tarde se procedió, lentamente, a la abertura de la ruta por el margen derecho del Río Arinos.
Posee un área de 7039,15 km² .

## Terremoto de 1955
El mayor seísmo registrado en territorio nacional ocurrió el 31 de enero de 1955 en esta ciudad. El movimiento sísmico fue de entre 6.2 hasta los 6.6 grados en la escala Richter. Si hubiese ocurrido en una ciudad de mayor tamaño habría sido lo suficientemente fuerte para derrumbar algunos edificios. El epicentro del terremoto fue en la Sierra del Tombador y registrado en un sismógrafo del tipo Richard.